# Mara (cantante 1968)
Mara Bertuzzi, conosciuta come Mara (Milano, 7 giugno 1968), è una cantante italiana.

## Biografia
Inizia a studiare musica sin da giovane; dotata di una voce delicata, partecipa a Sanremo Giovani 1994 con Mai più, versione in italiano del brano Calling You, facente parte della colonna sonora del film Bagdad Café, inciso da Jevetta Steele, qualificandosi per partecipare l'anno successivo fra le Nuove proposte del Festival di Sanremo; ottiene quindi un contratto con la Psycho Records.
Al Festival di Sanremo 1995 presenta il brano Dentro di me, scritto da Massimo Riva e Davide Civaschi (Cesareo di Elio e le Storie Tese), qualificandosi per la finale. L'orchestra fu diretta da Massimo Morini, al suo debutto come Direttore d'Orchestra.
Nello stesso anno pubblica un EP di sei canzoni intitolato Mara.
Nel 1996 torna a Sanremo tra i Big con Non è amore, scritta da Mike Francis, senza superare il turno eliminatorio.
Numerose le sue collaborazioni con artisti internazionali, quali il popolare cantante sudamericano Milton Nascimento col quale ha inciso i brani Bailes de vida e Maria Maria.
Ha inciso anche brani in lingua inglese come Eva luna, ed ha prestato la sua voce a diversi jingle pubblicitari.
Nel 2005, in onore al percorso di meditazione intrapreso, cambia il nome in kalika, kalika Mara (kalikamaraofficial su you tube). Inizia un percorso di scrittura musicale con Daniele Comoglio che nel 2012 dà alla luce "Senza rumore", un album di dieci canzoni originali, coronate dalla popolare "Ae fond kiss", adattata in italiano in "Un bacio senza tempo". L'album viene pubblicato su tutte le piattaforme digitali. Nel 2022 realizza il singolo "Alta tensione" e "Fra le ombre". Nel 2023 il singolo "Legati e liberi" e "La danza del drago".

## Discografia

### Album in studio
- 1995 – Mara (Psycho, 07432 12648829)

### Singoli
- 1996 – Non è amore/Maria Maria (ft. Milton Nascimento/Eva Luna) (Psycho)
- 1996 – Non è amore (Psycho, PSY 001 JB)